# 싸이버로지텍
주식회사 싸이버로지텍(Cyberlogitec)은 유수홀딩스 계열의 대한민국의 글로벌 해운, 항만, 물류 IT 솔루션 기업이다. 싱가포르, 미국, 중국 등 7개 해외법인을 운영 중이다.

## 역사
2000년 5월 한진해운으로부터 분사하여 설립되었다. 2019년 상장을 신청하였다가 철회하였다.

## 제품
ALLEGRO(컨테이너 선사 운영 솔루션), OPUS CONTAINER(터미널 운영 시스템),  IoT 플랫폼을 활용한 자동화 장비 관리

## 논란
2025년 법원은 싸이버로지텍이 한진해운이 개발한 물류시스템을 무단으로 사용해 저작권을 침해했다고 판단하고, 해당 시스템의 영업 이용 및 처분을 중단하라는 가처분을 결정했다.